# 사쿠라다몬역
사쿠라다몬역(일본어: 桜田門駅, さくらだもんえき)은 일본 도쿄도 지요다구에 있는 철도역이다.

## 타는 곳
| 1 | ○ 유라쿠초선 | 유라쿠초·도요스·신키바 방면                   |
| 2 | ○ 유라쿠초선 | 나가타초·이케부쿠로·와코시·신린코엔·한노 방면 |

## 역세권 정보
- 일본 국회의사당
- 경시청
- 중앙합동청사
- 고쿄
  - 사쿠라다몬
  - 니주바시
- 국도 제20호선
- 가스미가세키역

## 역사
- 1974년 10월 30일: 영업 개시

## 사진

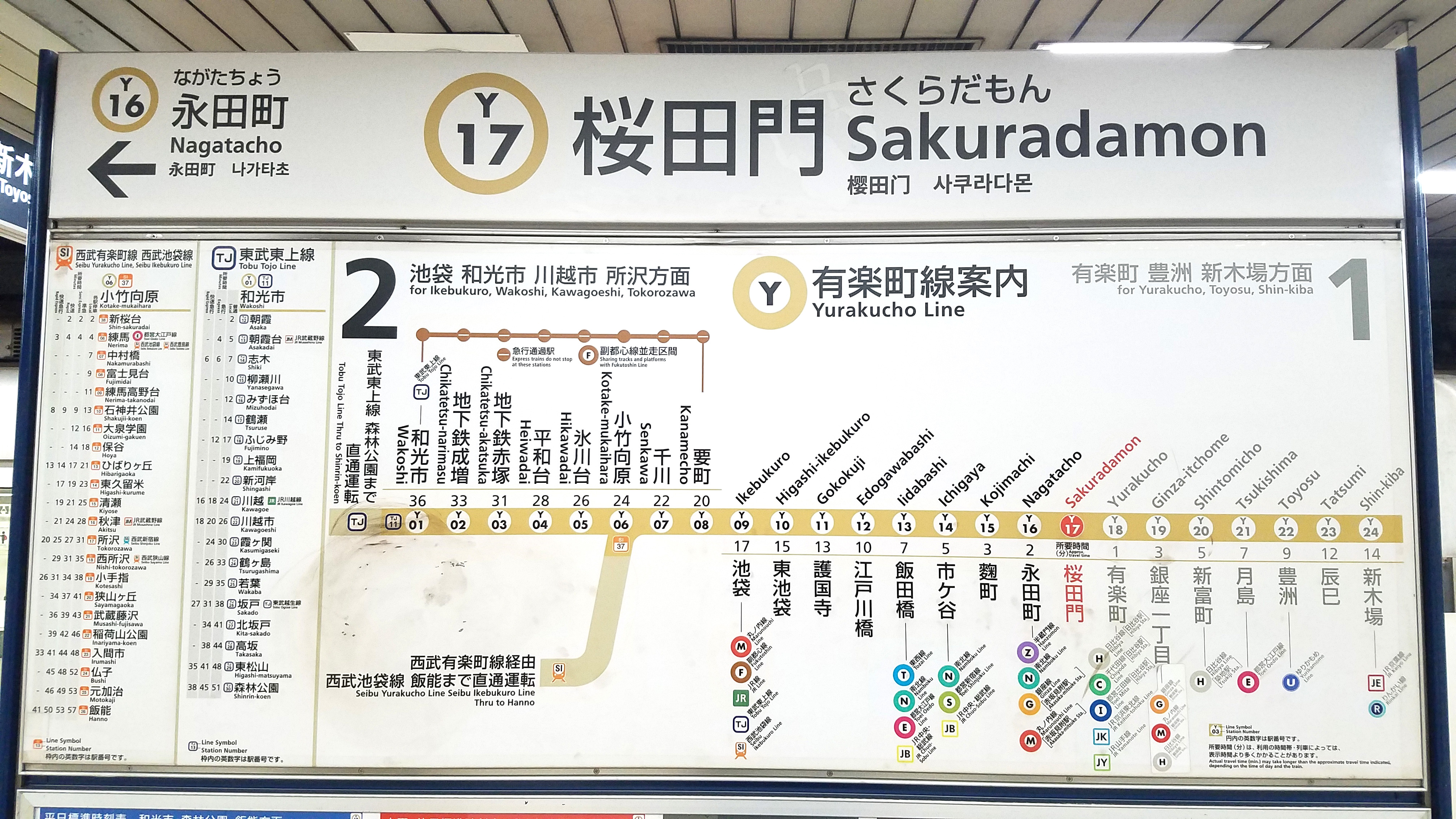
역명판(2021년 12월)
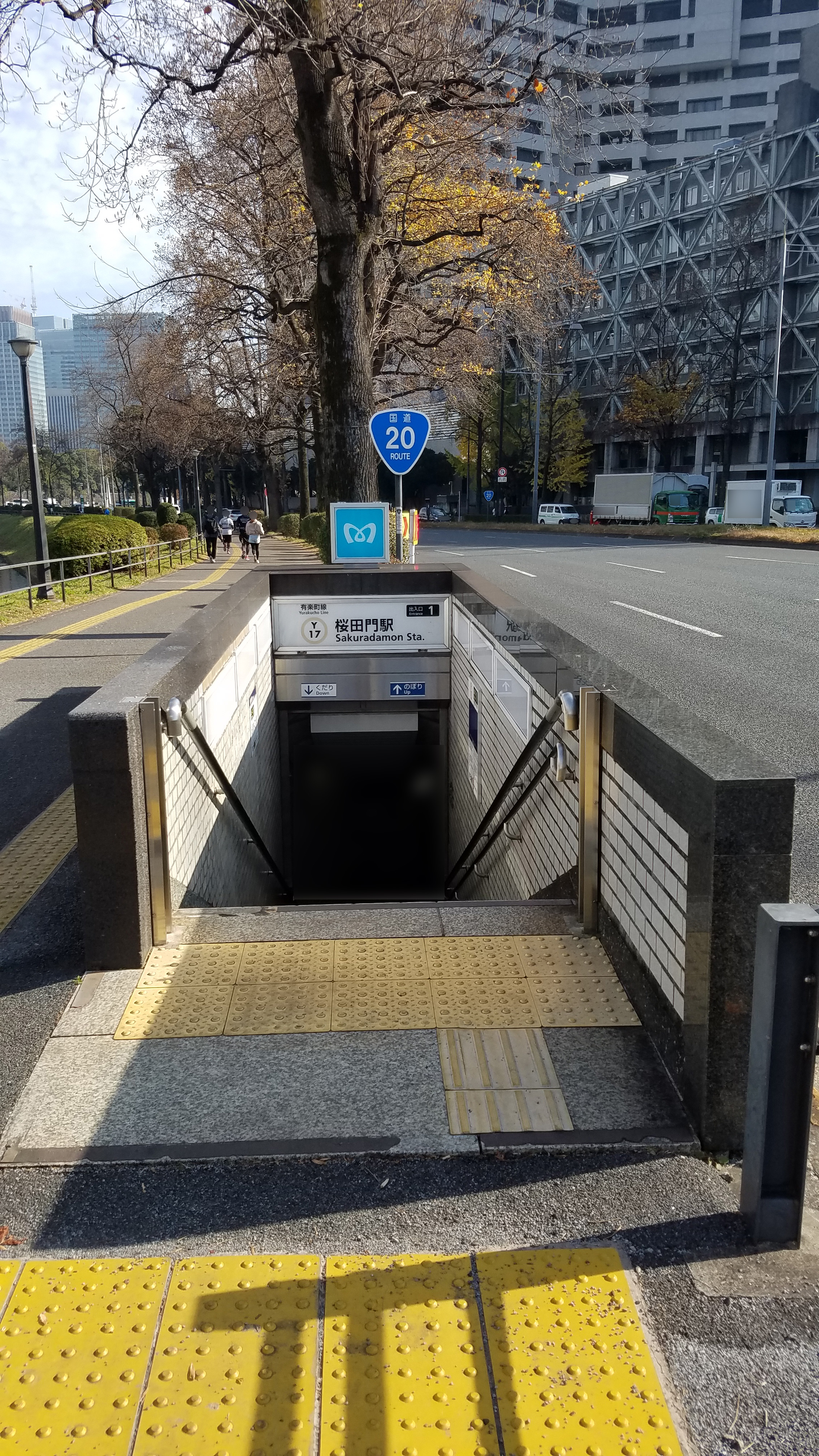
1번 출입구(2021년 12월)
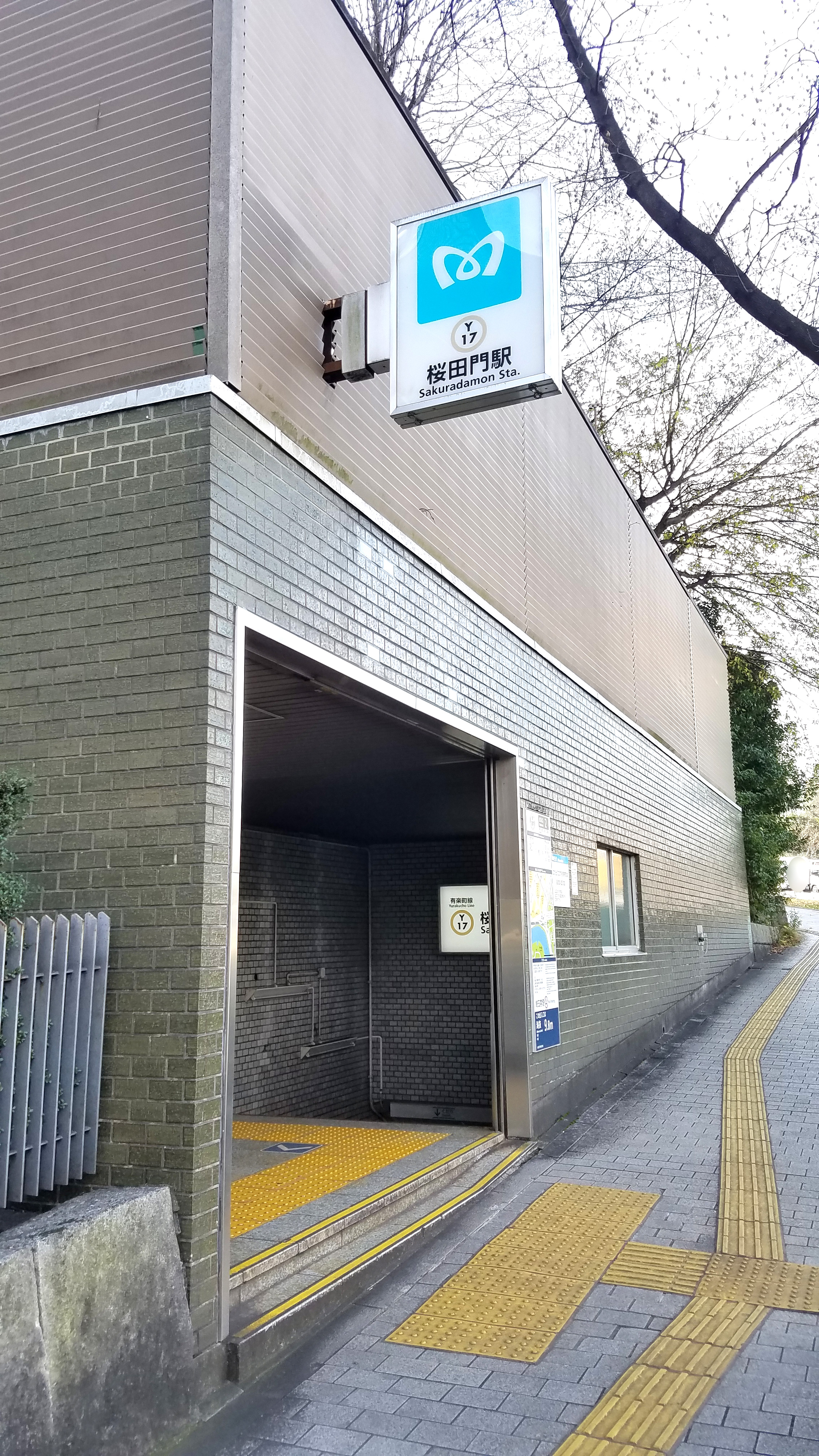
2번 출입구(2021년 12월)
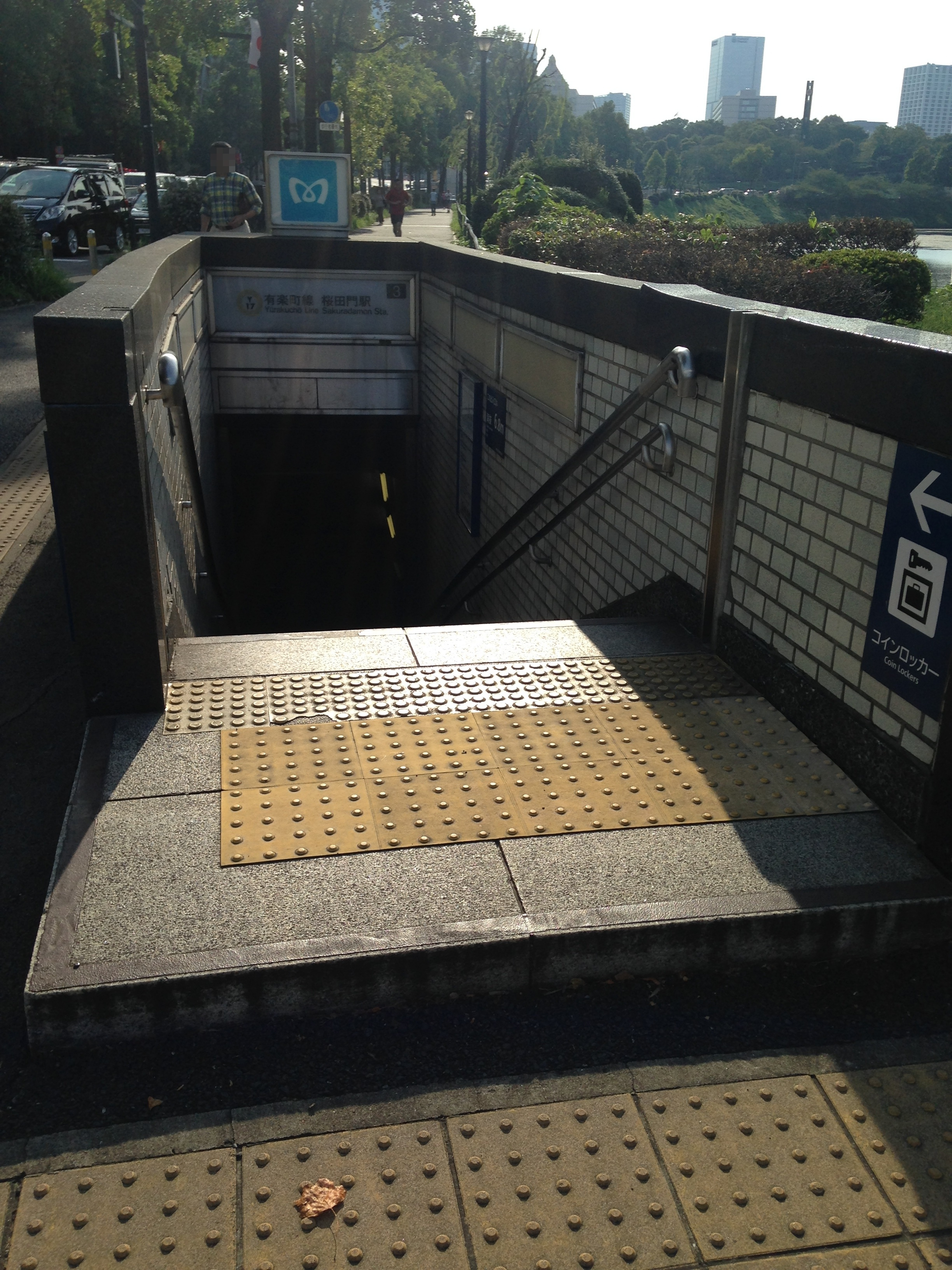
3번 출입구(2015년 9월)

## 기타
이 역과 지요다선 가스미가세키역을 잇는 연락선 선로가 있다.

## 인접역
| 도쿄 메트로 8호선        | 도쿄 메트로 8호선 | 도쿄 메트로 8호선        |
| ------------------------ | ----------------- | ------------------------ |
| Y16 나가타초 와코시 방면 | 유라쿠초선        | Y18 유라쿠초 신키바 방면 |